# Kappa Kappa Psi
Kappa Kappa Psi, (Asociación Nacional Honoraria de la Fraternidad ΚΚΨ) coloquialmente llamada KKPsi, es una fraternidad para estudiantes universitarios en Estados Unidos, que fue fundada el 27 de noviembre de 1919, en Stillwater, en la Universidad de Agricultura y Mecánica de Oklahoma, ahora conocida como Universidad Estatal de Oklahoma (en inglés Oklahoma State University).
Kappa Kappa Psi principalmente opera como una sociedad de reconocimiento que provee servicios, oportunidades de liderazgo y programas sociales para sus miembros. Tau Beta Sigma, Asociación Nacional Honoraria de la Hermandad, ha sido reconocida como una organización hermana desde 1977. Ambas organizaciones comparten las oficinas de la sede nacional, la cual se ubica en Stillwater. En el pasado, el lugar en donde hoy se encuentra la sede, era un depósito de trenes y fue adquirido por la fraternidad en 1991.
Desde 1919 más de 66,000 hombres y mujeres han sido iniciados en Kappa Kappa Psi, y cuenta con aproximadamente 6,000 miembros colegiados activos al día de hoy. Entre los miembros más destacados de esta organización se encuentran el expresidente norteamericano Bill Clinton, Neil Armstrong; el Canciller y undécimo presidente de la Universidad de Indiana, Herman B Wells;  los compositores John Williams y John Philip Sousa; el conductor William Revelli; y el pianista Count Basie.

## Historia

### Fundación y Expansión

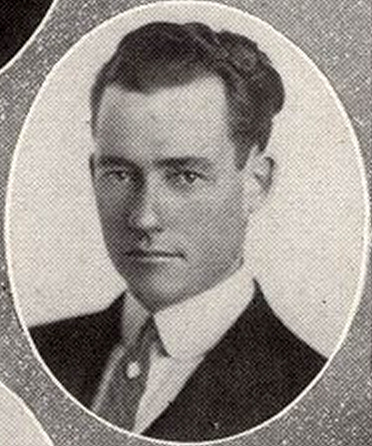
William Scroggs, 1922

William A. Scroggs, un estudiante de la Universidad de Agricultura y Mecánica de Oklahoma buscaba establecer una organización que "obligara a la amistad" y que uniera a estudiantes de diferentes universidades. Después de una planificación inicial, Scroggs consultó al presidente y al director de asociaciones de su universidad A. Frank Martin y Bohumil Makovsky, quienes le ayudaron a fundar la fraternidad. De la asociación presidida por Makovsky se seleccionaron a los primeros 10 miembros de Kappa Kappa Psi: William Alexander Scroggs, Andrew Franklin Martin, Raymond David Shannon, Clyde DeWitt Haston, Clayton Everett Soule, Carl Anderson Stevens, William Houston Copped, Dick Hurst, George Asher Hendrickson y Iron Hawthorne Nelson. Los fundadores aceptaron la sugerencia de su profesor de química, Hilton Ira Jones, de nombrar a la nueva asociación "Kappa Kappa Psi"." De esta manera, el 27 de noviembre de 1919, Scroggs fue elegido por unanimidad presidente, y con ello las actividades de la organización dieron inicio. No obstante, el registro legal fue obtenido tres meses después, el 5 de marzo de 1920, cuando la fraternidad recibió la aprobación del estado de Oklahoma. Este acontecimiento fue celebrado entre el 23 y el 25 de marzo del mismo año con la iniciación de la primera generación de miembros y el ofrecimiento de un banquete.

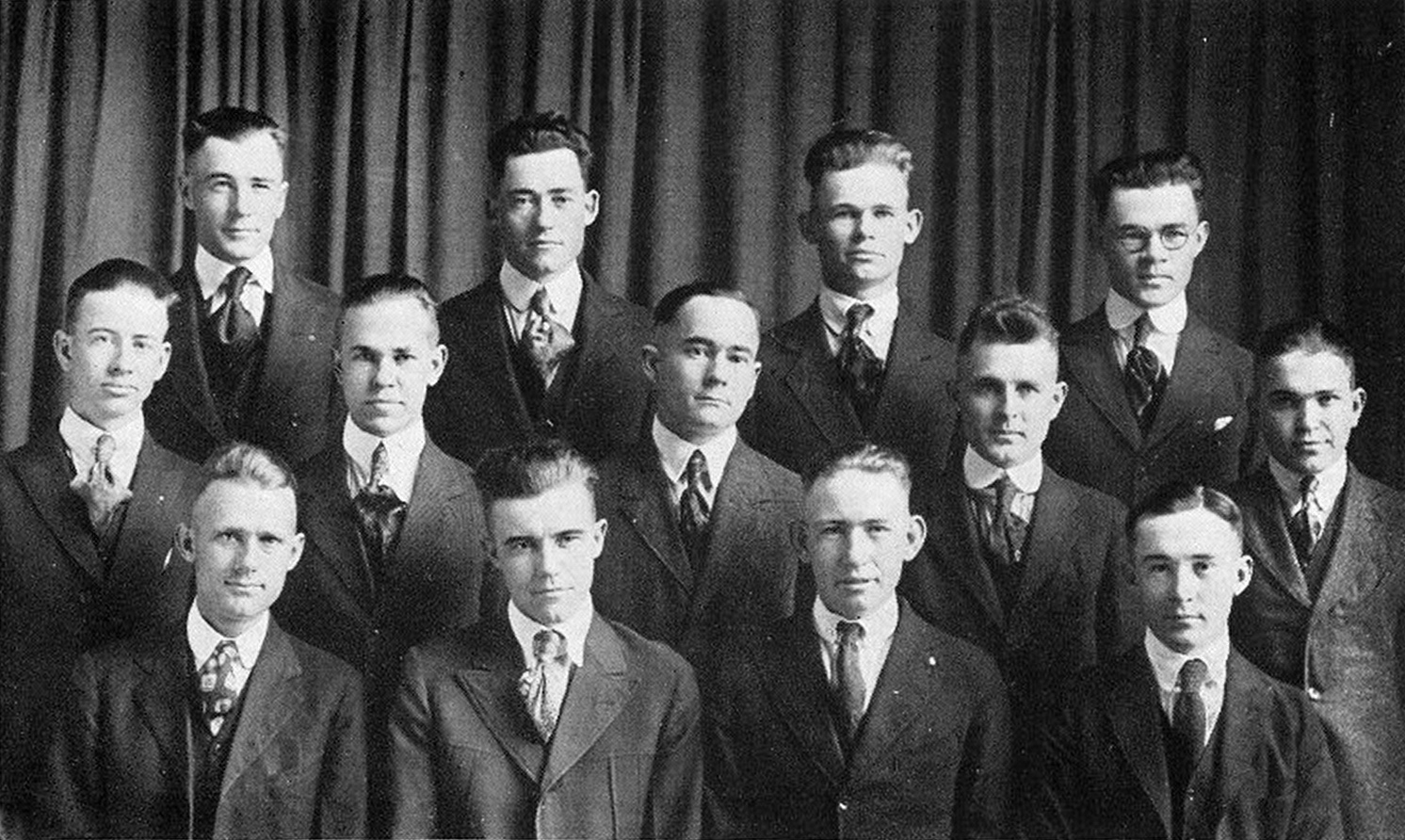
Miembros de la sede Alfa de Kappa Kappa Psi, 1920

La fraternidad creció rápidamente en sus primeros años. De hecho, en solo una década, ya habían conseguido abrir 27 oficinas en diferentes universidades a lo largo de Estados Unidos,  incluyendo la Universidad de Washington y la Universidad Duke. Cabe mencionar que de esas 27 oficinas, 14 fueron abiertas durante la Gran Depresión; sin embargo, el inicio de la Segunda Guerra Mundial detuvo la expansión, así como las actividades de la fraternidad.
En la Convención Nacional de 1939, llevada a cabo en Cincinnati, Ohio, se pusieron en marcha acciones para hacer de Kappa Kappa Psi una fraternidad internacional, para ello se enviaron invitaciones a diversas universidades de Canadá y América Latina, no obstante nunca se instalaron oficinas en ninguna de esas instituciones.

### Segunda Guerra Mundial
Antes de la Segunda Guerra Mundial, la mayoría de las asociaciones universitarias tenían un perfil militar y eran exclusivas para hombres. Cuando la guerra comenzó, la mayoría de los miembros de la asociación dejaron la universidad para ir a servir a las fuerzas armadas, lo cual fragmentó la fraternidad, al punto de que el 90% de las oficinas se vieron obligadas a suspender actividades. El Gran Consejo concedió a las oficinas que se vieron forzadas a suspender actividades el "permiso de guerra", así que en vez de considerar a las oficinas como inactivas, sus servicios serían honrados. El permiso de guerra permitía a las oficinas cerrar sus registros y mantener sus materiales en custodia por el tiempo que durara la guerra. Las peticiones de permisos de guerra requerían la firma de todos los miembros activos, el director de asociaciones u otro miembro honorario de la facultad que perteneciera a la fraternidad, así mismo se requería la firma del rector de la universidad. Durante el periodo de la guerra solo cinco oficinas permanecieron abiertas: la oficina Alfa en la Universidad Estatal de Oklahoma, la oficina Alfa Beta en la Universidad Butler, la sede Alfa Lota en la Universidad de Colorado en Boulder, la sede Alfa Omicrón en la Universidad Tecnológica de Texas (Texas Tech University) y la sede Alfa Pi en la Universidad de Tulsa.
 

Debido a que muchos miembros de la fraternidad estaban sirviendo en el extranjero, incluyendo algunos miembros del Gran Consejo, las convenciones nacionales de 1943 y 1945 fueron canceladas.
A causa del gran número de hombres sirviendo a la milicia, durante este periodo, muchas asociaciones abrieron las puertas a las mujeres. En la Universidad Tecnológica de Texas, una hermandad para mujeres fue establecida con el nombre de Tau Beta Sigma. Las mujeres miembros de Tau Beta Sigma pidieron a Kappa Kappa Psi que se les considerara como una organización auxiliar de la fraternidad. Dicha petición fue bien recibida por el fundador A. Frank Martin (Secretario Ejecutivo Nacional) y Max Mitchell, Segundo Vicepresidente del Gran Consejo. El 25 de enero de 1944 Martin escribió a su compañero William Scroggs lo siguiente, "Si no atendemos está nueva situación y les damos reconocimiento a las chicas que están ingresando a las asociaciones, o si no hacemos lo posible por involucrarnos con las universidades que tienen asociaciones compuestas por hombres y mujeres, pasaremos a un plano secundario en los próximos 5 años, rebasados por alguna otra fraternidad que acepte a miembros de ambos sexos, y que empiece a abrir oficinas en las instituciones donde las nuestras hayan cerrado". La fraternidad era incapaz de decidir si aceptar o no la petición de Tau Beta Sigma debido al reducido número de miembros y a la cancelación de las convenciones nacionales de 1943 y 1945.
Finalmente, Tau Beta Sigma decidió no ser una organización auxiliar de Kappa Kappa Psi y mejor se estableció como una organización nacional el 26 de marzo de 1946. Tau Beta Sigma fue aceptada y reconocida oficialmente como una organización hermana de la fraternidad en la convención de 1977.: [27] 

### Expansión durante la posguerra
Después de la guerra, Kappa Kappa Psi comenzó un ambicioso programa de expansión para reactivar las viejas oficinas e instalar nuevas. La fraternidad había sido dividida en 11 distritos desde 1941, los cuales eran dirigidos por un Gran Consejero (ahora Gobernadores).: 29  Con la revitalización de la fraternidad, estos distritos fueron reorganizados, además de que se puso en marcha un plan de promoción, el cual consistía en repartir folletos que contenían detalles de la historia y los objetivos de la fraternidad.: 47  Los gobernadores de distrito estaban encargados de proporcionar información a las organizaciones que buscaban adherirse. El programa de expansión fue muy exitoso en los diez años siguientes Kappa Kappa Psi duplicó el número de oficinas instaladas, pasando de 45 sedes en 1947, a 98 para fines de 1957.
En mayo de 1957 se abrieron las primeras oficinas en universidades afroamericanas, el 19 de mayo, se instaló la oficina Delta alfa en la Universidad de Langston, tres días después se inauguró la oficina ubicada en la Universidad del Sur de Texas (en inglés Texas Southern University).
El 1 de septiembre de 1967, los 11 distritos fueron reorganizados en nueve.: 93  Para 1987 los distritos se volvieron a organizar en seis, esta vez con nombres regionales: Noreste, Suroeste, Norte, Medio Oeste, y Oeste.

### El efecto del Título IX
EL 23 de junio de 1972 fue promulgado el título IX de la enmienda de educación de Estados Unidos; dicho título tuvo una gran repercusión en el movimiento por los derechos de la mujer, ya que prohibía a las organizaciones excluir a los miembros por razones de sexo. Aunque las fraternidades sociales estaban exentas de esta norma, Kappa Kappa Psi, al ser una sociedad de reconocimiento se vio obligada a acatar la ley. El consejo de administración de la Universidad Rutgers decidió que la institución debería ser un ejemplo a seguir para el resto de las escuelas de educación superior en Estados Unidos en la implementación de la nueva enmienda, por lo que exigió a todas las organizaciones del campus convertirse en asociaciones mixtas, de no hacerlo se les impondrían sanciones disciplinarias.
Los miembros de la oficina alfa phi de Kappa Kappa Psi, consideraron esta situación como un asunto de poca importancia. Dado que se iniciaba la Guerra de Vietnam el número de integrantes de la sede Alfa phi empezó a disminuir, ante ello las mujeres que integraban las asociaciones de Rutgers se convirtieron en miembros potenciales. Sin embargo, la Constitución Nacional de Kappa Kappa Psi impedía la membresía a las mujeres. A pesar de esto,  la sede Alfa phi buscó la posibilidad de establecer una oficina de Tau Beta Sigma. Lo anterior era poco realista, ya que la universidad para mujeres prohibía la pertenencia a cualquier tipo de hermandad.
El 8 de octubre de 1972, los hombres de la oficina Alfa phi decidieron votar para admitir o no a las mujeres dentro de la asociación, para ello informaron de esta acción a la sede nacional.  Por su parte el Secretario Nacional, Robert H. Rubin,  les pidió que no llevaran a cabo ningún ritual de iniciación hasta que la situación fuera discutida personalmente entre ellos. Cuando Rubin llegó a Rutgers el 11 de noviembre de 1972, se enteró de que se había realizado el primer paso del ritual de admisión, lo cual significaba que algunas mujeres ya eran miembros formales (puestos a prueba) de la asociación. Como consecuencia la oficina Alfa Phi fue inmediatamente revocada y su sección fue suspendida. El 13 de noviembre, lo que algún día fue la sede Alfa Phi se convirtió en la oficina de Mu Épsilon Alfa. El 7 de octubre de 2007 Mu Épsilon Alfa pasó a formar parte de la oficina Mu Beta Psi.
| Si las mujeres van a convertirse en integrantes de Kappa Kappa Psi, hay que hacerlo de manera ordenada, en un debate abierto en la reunión de la Gran Sede y no en un desafío abierto en la Constitución Nacional"—Richard "Doc" Worthington, Grand President, (Address to Delegation, 1973 National Convention) |

En la convención nacional de 1973 se discutieron los desafíos que representaba el Título IX de la enmienda educativa. El comité jurisdiccional consideró varias opciones con las que la fraternidad podría estar de acuerdo; no obstante, la idea general simplemente no era bien recibida por todos. Debido a la insistencia del presidente del comité, Richard Adler, de la oficina Nu ubicada en la Universidad de Míchigan, el comité jurisdiccional presentó a la oficina central una enmienda "sin prejuicios" —es decir, sin alguna recomendación a favor o en contra de los hombres o las mujeres— lo cual atacaba directamente a la disposición que mencionaba que "todos los miembros de la fraternidad deberían ser del sexo masculino". El comité, simultáneamente, recomendó a la delegación que no realizara ninguna acción para cambiar la constitución de la asociación ni que considerara una fusión con Tau Beta Sigma, rechazando de igual manera la enmienda propuesta. Más tarde una nueva enmienda fue aprobada, cambiando el texto al siguiente: "Todos los alumnos activos, inactivos, así como los miembros de por vida de la fraternidad deben ser del sexo masculino", esa modificación permitió que se unieran mujeres a la organización pero únicamente como miembros honorarios.
Durante 1973-1975 las instituciones universitarias ejercieron presión sobre Kappa Kappa Psi para que admitieran mujeres, según lo disponía el título IX, por ello el asunto fue nuevamente discutido en la convención nacional de 1975, en la cual se formó un comité compuesto por un número igual de miembros provenientes de Kappa Kappa Psi y Tau Beta Sigma con el objetivo de explorar las posibilidades legales de una fusión corporativa entre ambas organizaciones. El resultado de esta investigación fue dado a conocer en la convención nacional de 1977. Tanto la delegación de Kappa Kappa Psi como la de Tau Beta Sigma emitieron sus votos apoyando la unión de las organizaciones en Kappa Kappa Psi votaron 211 a favor y 9 en contra, mientras que en Tau Beta Sigma votaron 104 en contra y cuatro a favor Como el proyecto de fusión parecía desvanecerse, las delegaciones votaron para que se removieran todas aquellas referencias mencionadas en la constitución respecto al género, permitiendo, entonces, que las mujeres se convirtieran en miembros activos de la asociación.
El 26 de agosto de 1977 se llevó a cabo la iniciación de las primeras mujeres en la fraternidad, ellas eran Patricia A. Childress, Lydia L. Lennon, Leslie A. Anderson, Mary L. Duffala, Mary M. Ketterer, Kristina M. Zipsnis, Clara M. Bertilson, y Toni Ryon quienes pertenecían a la oficina sigma de la asociación Tau Beta Sigma, ubicada en la Universidad Estatal de Arizona. Dicha oficina se unió a la oficina Beta Omicron de Kappa Kappa Psi después de una votación unánime por parte de los representantes de ambas organizaciones. El 27 de agosto ingresó Lea F. Fuller; por otro lado, Darragh Hill Young fue la primera mujer en participar en el proceso de prueba y posteriormente en convertirse en miembro de kappa Kappa Psi el 1 de septiembre de 1977.

### Principios del Siglo XXI
El nuevo siglo se inició con el establecimiento de la oficina Kappa Pi en la Universidad Claflin (en inglés Claflin University) el 24 de febrero de 2001, y desde entonces e han abierto 57 nuevas sedes.
En noviembre de 2006 Kappa Kappa Psi celebró su mes inaugural de la musicalidad, coincidiendo con el mes en que la fraternidad fue fundada. El objetivo de la celebración mensual era promover la música y las bandas universitarias. Las oficinas locales celebran el mes nacional de la musicalidad de diferentes maneras por ejemplo algunas crean estudios para conductores estudiantiles o bien organizan clases magistrales.
Por otro lado, en 2008 Kappa Kappa Psi se unió a otras organizaciones griegas para patrocinar a HazingPrevention.Org, una organización nacional que se manifiesta en contra de las novatadas. La Dr. Malinda Matney, expresidenta nacional y actual miembro de la junta directiva de Kappa Kappa Psi, ha trabajado en el consejo directivo de HazingPrevention.Org desde 2009.
El 1 de diciembre de 2011, tras la muerte del tambor mayor de la Universidad Agrónoma y Mecánica de Florida, Robert Champion, la oficina Delta lota fue puesta bajo investigación por el consejo nacional de la fraternidad. Más tarde, en enero de 2012, el periódico Tallahassee Democrat reportó supuestas novatadas por parte de algunos miembros de la oficina localizada en la ya mencionada institución, las cuales fueron llevadas a cabo durante el semestre de primavera 2010. De acuerdo a las demandas, dos miembros de la asociación estuvieron involucrados en un incidente en la casa de un profesor donde los aspirantes a la organización lo golpearon en la espalda y el cuello para obligarlo a dar información. Por su parte, la fraternidad pospuso su propia investigación a petición de la universidad, debido a que ya se llevaba a cabo una investigación policíaca, la cual arrojó que la oficina Delta lota no tenía ninguna conexión con la muerte de Robert Champion, puesto que Champion no era miembro o aspirante a la fraternidad. Después de las investigaciones de la fraternidad, el consejo nacional cerró la sede Delta lota por violar las políticas de la organización,  lo cual condujo a la expulsión de 28 miembros, incluyendo algunos aspirantes. La razón fue que todos ellos estuvieron presentes durante las novatadas. Aquellos miembros que se unieron a la fraternidad después del 2010 no pueden participar en ningún evento de alguna otra fraternidad, sin embargo, no fueron imputados cargos legales a nadie y la oficina podría reabrirse en 2017.

## Programas

### De alcance nacional

#### Banda Nacional Intercolegial

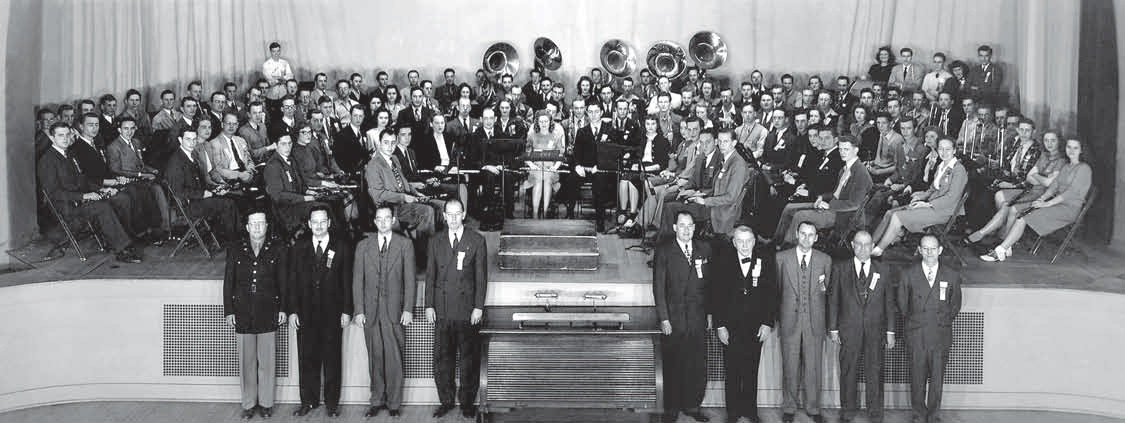
Primera Asociación Nacional Intercolegial, 1947

En 1922 se hicieron planes para realizar el primer concurso intercolegial de bandas; ese mismo año tras un breve discurso durante un recital se informó que: "en algún momento dentro de los siguientes dos años la fraternidad Kappa Kappa Psi organizará un concurso intercolegial de bandas a nivel nacional. Este evento será el primero de su tipo, ya que la música se está convirtiendo en el arte más común en los Estados Unidos y el deber de nuestra fraternidad es ayudar a la difusión de las mejores obras". No obstante, ningún resultado se alcanzó con estos primeros planes, y la idea de un concurso intercolegial de bandas fue revisado hasta la década de 1940.
En 1933 se estableció la primera banda intercolegial, integrada por músicos de la Universidad de Colorado (casa de la oficina Alpha lota), la Universidad de Denver (oficina Alpha lambda), la Universidad del Norte de Colorado (en inglés University of Northern Colorado),  la Universidad de Educación del Estado de Colorado (en inglés Colorado State College of Education), la Escuela de Minas de Colorado (en inglés Colorado School of Mines) y la Universidad de Utah. En 1934 la Universidad de Utah dejó la banda intercolegial, para que la Universidad de Wyoming tomara su lugar. Los conciertos de esta banda fueron patrocinados por las oficinas locales de Kappa Kappa Psi,  mientras que muchos otros miembros de la fraternidad se involucraron con el grupo, incluyendo a F. Lee Bowling, quien fungió como mánager de la banda.
F. Lee Bowling fue elegido presidente de la fraternidad en 1941 y presentó un plan para llevar a cabo un concierto de banda intercolegial a nivel nacional, semejante al de las bandas de Rocky Mountain. El plan fue aprobado por la delegación para ser ejecutado durante la próxima convención nacional en 1943; sin embargo, debido a la Segunda Guerra Mundial, las convenciones nacionales de 1943 y 1945 fueron canceladas, por lo que la primera banda nacional intercolegial fue formada y ofreció su primer concierto el 7 de marzo de 1947. Hoy en día, la participación en la Banda Nacional Intercolegial está abierta a miembros de cualquier asociación universitaria que audicione, pues no es requisito pertenecer a Kappa Kappa Psi o a Tau Beta Sigma.
En julio y julio de 2002 Kappa Kappa Psi y Tau Beta Sigma patrocinaron a la primera Banda Nacional Intercolegial de Marcha, la cual viajó a la rivera francesa, incluyendo las ciudades de Niza, Grasse, Aix-en-Provence, Cannes, Antibes y el principado de Mónaco. La banda tocó en Le Suguet en Cannes, en Niza, y frente al Palacio del Príncipe de Mónaco.  Después de su viaje inaugural, el programa fue disuelto por el consejo nacional de ambas asociaciones debido al alto costo que representaba y la baja asistencia registrada, pues muchos no querían viajar por miedo a un ataque terrorista como el ocurrido el 11 de septiembre de 2001, en Nueva York.
El éxito que la Banda Nacional Interolegial llegó a tener impulsó a que los distritos de la organización crearan sus propias bandas, uno de esos grupos fue la Banda intercolegial Atlantic Coast, creada en 1958 durante la convención de los distritos X y XI. Dicha banda estaba integrada por alrededor de cien músicos y era dirigida por Paul V. Yoder. La oficina Beta Chi , ubicada en la Universidad de Virginia, organizó una convención junto con la Universidad Rutgers, de Maryland y de Pittsburgh para que la banda tocara. En 2009, el distrito centro-norteorganizó su propia banda intercolegial y actualmente es el único grupo musical en funcionamiento.

#### Programa de Comisión
Desde 1953, Kappa Kappa Psi y Tau Beta Sigma han encargado un trabajo a la banda de viento que consiste en crear nuevas composiciones para ser estrenadas en casi todos los conciertos de las bandas intercolegiales. Este programa tenía, en un principio, el propósito de poner bajo el mandato del presidente nacional de la asociación un repertorio de músicos. Cabe señalar que este programa es el proyecto de puesta en marcha de más larga duración en los Estados Unidos. Así mismo varias de estas composiciones han ganado el reconocimiento nacional, incluyendo la Symphonic Songs for Band  de Robert Russell Bennett y el Concierto para Trompeta Orquesta de Viento de Karel Husa. En los siguientes años tras el inicio del programa de comisión nacional, las oficinas locales empezaron a poner en marcha nuevos trabajos con agrupaciones musicales, un ejemplo es el de Frank Ticheli y su obra "Un lamento americano" (en inglés An American Elgy), tal pieza musical fue encargada por la oficina Alfa lota para conmemorar la masacre de la escuela secundaria Columbine.

#### Estación Stillwater
El depósito de Santa Fe en Stillwater es un edificio histórico cuya construcción se remonta a marzo de 1900. En 1915 se convirtió en un depósito de ladrillos; más tarde y hasta 1953 fue utilizado como una estación de trenes. El predio fue comprado por cinco habitantes de Stillwater en noviembre de 1991, en una subasta. La estación de Stillwater reemplazó a la anterior sede de Kappa Kappa Psi y Tau Beta Sigma que se localizaba en la Universidad Estatal de Oklahoma (Oklahoma State University). La fraternidad y la hermandad comparten oficinas, un salón de conferencias y una bodega donde se albergan los archivos de la organización. La entrada del edificio se ha convertido en una especie de "Paseo de la Fama" ya que en los ladrillos han sido grabados los nombres de las miembros u oficinas que los han comparado.
En 2006 Kappa Kappa Psi compró un vagón de tren para proporcionar mayor espacio para el programa de archivos e historia de la fraternidad. Después de su compra, el vagón fue puesto afuera de la sede de Kappa Kappa y fue acondicionado con electricidad, teléfono e internet, pues su función es almacenar archivos, materiales, y artículos históricos.

### Actividades y programas locales
La misión y los cinco propósitos de Kappa Kappa Psi establecen las actividades de las oficinas locales. Las oficinas de Kappa Kappa Psi proveen servicios y ayuda en sus instituciones de alojamiento,  que va desde grandes proyectos como la realización de modificaciones importantes a los salones de ensayo utilizados por las bandas musicales hasta apoyos de menor importancia como suministrar manzanas y agua para los atletas. Algunas de las oficinas incluso ofrecen servicios a la comunidad como parte de sus actividades.
El quinto propósito de la fraternidad establece que las oficinas y los miembros tienen la obligación de "dar una experiencia social placentera para toda la comunidad estudiantil". Para cumplir con este objetivo se han implementado programas sociales como ofrecer recepciones después de las presentaciones de las bandas, patrocinar bailes y eventos sociales para los miembros de la fraternidad o las comunidades de sus campus, o dar conciertos y comida. Algunas oficinas, especialmente las del sur de Estados Unidos, se involucra an la creación de espectáculos.

## Joyas y símbolos

### Broches de membresía

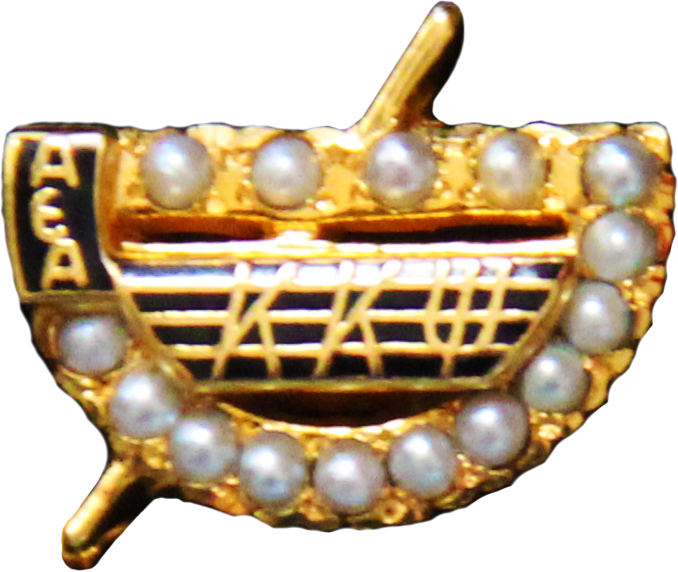
Insignia oficial de Kappa Kappa Psi, Corona de perlas

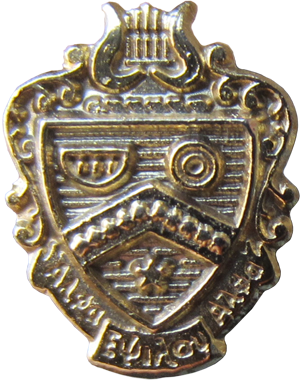
Broche de Reconocimiento

La insignia Crown Pearl (en español Corona de perlas) es considerada como el "medio de identificación oficial de la fraternidad". La insignia de la fraternidad tiene la forma de una antigua arpa veneciana con un conjunto de líneas horizontales de color dorado y esmalte negro en el fondo de la placa; así mismo se encuentran escritas las letras griegas de Kappa Kappa Psi en color dorado. Cinco perlas adornan la barra superior de la insignia y otras diez rodean el semicírculo que forma el arpa. En la esquina superior izquierda aparecen las letras griegas "alfa, épsilon, alfa"; finalmente se aprecia un bastón que penetra la insignia de forma diagonal.
A diferencia de muchas otras organizaciones, la compra de la insignia oficial es opcional para los miembros de Kappa Kappa Psi, muchos de ellos solo utilizan el broche de reconocimiento, el cual es una solapa de color oro en forma de un escudo de armas.

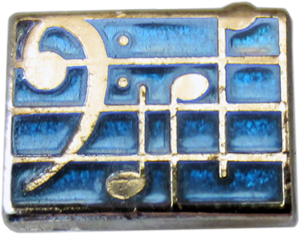
Broche utilizado por los aspirantes

Los aspirantes pueden usar un broche de solapa que tiene un conjunto musical y una clave de fa en color plata sobre un fondo azul. Las notas A, E y A están colocadas sobre las cuerdas musicales, representando la frase griega "alfa, épsilon, alfa"; esta es la única insignia que los aspirantes tienen permitido utilizar—todas las demás joyas o broches están prohibidos para los miembros, e incluso el escudo de armas y las letras tienen un uso restringido, al menos que haya una clara evidencia que el portador es un aspirante o un miembro de Kappa Kappa Psi.

### Bandera

La bandera de fraternidad fue creada por G.R. Schaag, un miembro de la oficina Eta sigma, en la Universidad Central de Florida. La idea de una bandera nacional surgió en el comité de historia y tradiciones durante la convención nacional de 1987, pero finalmente el comité rechazó la idea.
Schaang rápidamente redactó una propuesta para que se considerara la adopción de una bandera nacional, tal propuesta fue presentada por el delegado de la oficina y aprobada. En 1989, Schaag presentó el diseño de una bandera que ganó el concurso convocado por del comité y fue aceptada como la bandera de la sede nacional.
La parte superior de la bandera es una franja blanca con las letras griegas "Kappa Kappa Psi" que forman un arco. La parte inferior tiene tres estrellas de color blanco, azul y blanco colocadas sobre un fondo azul.

### Otros símbolos

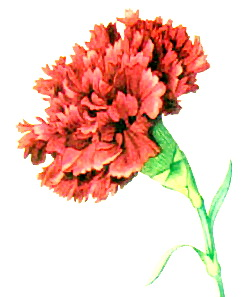
Clavel rojos

El himno de la fraternidad fue escrito por Scott Jeffrey Heckstall Jr, cuando apenas era un aspirante en la oficina Eta Gamma en 1977. Heckstall había querido ser un miembro fundador, pero nunca fue elegido como tal. Heckstall recuerda que como parte de su proceso de iniciación, un par de miembros de la fraternidad lo llevaron hasta un piano y le dijeron: "sabemos que tocas el piano en la iglesia, y necesitamos un himno para la fraternidad, te daremos tres horas para que lo escribas y cuando regresemos queremos el himno terminado". Heckstall se acordó del himno "Someday (Beans of Heaven as I go)" de Charles Albert Tindley, y simplemente cambió unas palabras. A los dos miembros de Eta Gamma les agradó la canción, por lo que en 1995 el himno fue presentado durante la convención nacional de ese año, siendo aceptado como el himno nacional de la fraternidad.
Blanco y azul son los colores oficiales de la fraternidad, mientras que la flor de la asociación es un clavel rojo, pues este tipo de flores eran la favoritas del William Scroggs, el fundador de la fraternidad.

## Membresía
A un miembro de una asociación universitaria que haya completado un semestre en dicha asociación se le puede ofrecer la membresía a la fraternidad. Los estudiantes de primer año puede que sean aceptados si el director de asociaciones o el promotor de la oficina hacen una excepción.
Para 2011 había alrededor de 6,000 miembros activos en Kappa Kappa Psi y más de 66,000 se habían unido a ella desde 1919.
Algunas otras condiciones para pertenecer a la organización incluyen que un miembro de Kappa Kappa Psi no puede ser iniciado como miembro activo de Tau Beta Sigma ni viceversa — si un miembro de Kappa Kappa Psi se transfiere a una escuela con una oficina Tau Beta Sigma, debe, entonces, unirse a la oficina de la hermandad como un miembro asociado, después de que haya recibido una orientación adecuada para integrase a la hermandad.

Los miembros de Kappa Kappa Psi no están restringidos a unirse a otras asociaciones como Phi Mu Alfa Sinfonia o Sigma Alfa lota, al menos que sean por cuestiones de género o requisitos que cada organización exija. Además tanto Kappa Kappa Psi como Phi Mu Alfa Sinfonia han hecho declaraciones conjuntas donde han reafirmado este acuerdo al que llegaron en 1973. La declaración más reciente ocurrió en 2005 cuando ambas organizaciones publicaron un enunciado diciendo que " existen papeles igualmente importantes para Phi Mu Alfa Sinfonia, Sigma Alfa lota, Kappa Kappa Psi y Tau Beta Sigma en cualquiera de los campus donde existen oficinas mutuas. Cada organización posee una misión diferente y, como resultado, cumplen con un rol único y vital ora la vida del campus. De hecho el fundador Raymond Shanon se unió a Phi Mu Alfa Sinfonia tras haberse iniciado en Kappa Kappa Psi. 

Mapa de los distritos de Kappa Kappa Psi

### Oficinas y distritos
Para 2011 estaban activas 210 de las 314 oficinas que se habían abierto desde su fundación en 1919. Así mismo había 7 colonias activas, es decir, siete oficinas de prueba en universidades donde no ha habido antes ninguna oficina Kappa Kappa Psi. La oficinas y las colonias están organizadas en seis distritos, los cuales están nombrados de acuerdo a la región geográfica de los Estados Unidos donde se ubiquen, sus nombres son: Noreste, Suroeste, Norte, Medio Oeste, y Oeste.

### Convenciones Nacionales
Cada dos años (en números impares), Kappa Kappa Psi organiza una convención nacional; la primera de su tipo se llevó a cabo en Stillwater, en 1922, y desde entonces solo tres convenciones no se han realizado: la de 1931, 1943 y 1945, las últimas dos fueron canceladas debido al inicio de la Segunda Guerra Mundial.
La asamblea de oficinas en estas convenciones es llamada la Oficina Nacional, la cual es el organismo que gobierna a la fraternidad y tiene el poder de elegir a los miembros del Consejo Nacional y de la Junta Directiva. La sede la Convención Nacional cambia y se rota entre los distritos.

### Presidentes nacionales de Kappa Kappa Psi
- A. Frank Martin, 1919–1922
- Scott P. Squyers, 1922–1926
- Dr. J. Lee Burke, 1926–1927
- Bohumil Makovsky, 1927–1929
- Oscar J. Lehrer, 1929–1932
- J. B. Vandaworker, 1932–1935
- John E. Howard, 1935–1937
- William R. Wehrend, 1937–1939
- Francis R. Todd, 1939–1941
- Dr. F. Lee Bowling, 1941–1947
- Dr. Max A. Mitchell, 1947–1949
- W. Theodore Jones, 1949–1951
- Hugh E. McMillen, 1951–1953
- Charles A. Wiley, 1953–1955
- Donald I. Moore, 1955–1957
- Ronald D. Gregory, 1957–1959
- Dr. Manley R. Whitcomb, 1959–1961
- Floren Thompson, Jr., 1961–1963
- Jack K. Lee, 1963–1965
- Dr. Jay L. Slaughter, 1965–1967
- Wayman E. Walker, 1967–1969
- James A. Jacobsen, 1969–1971

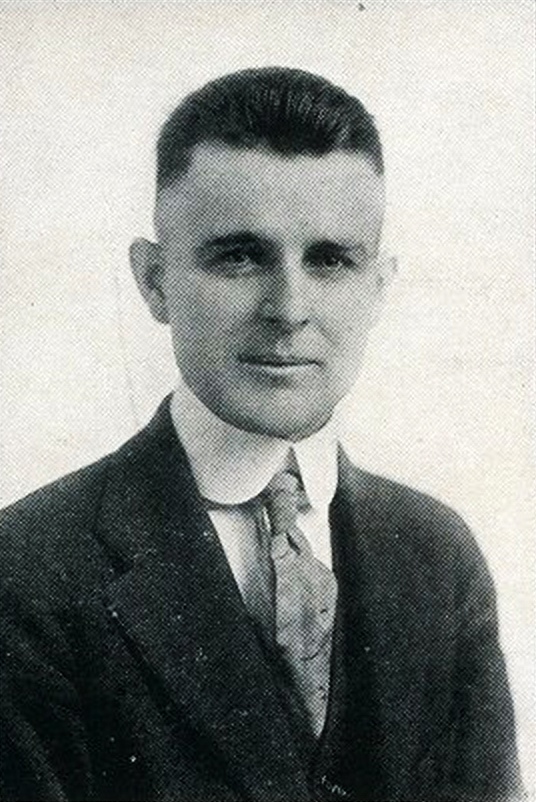
A. Frank Martin, primer Presidente, 1920

- Dr. Richard Worthington, 1971–1973
- Dr. Thomas Tyra, 1973–1975
- Melbern W. Nixon, 1975–1977
- Donald Stanley, 1977–1979
- Dr. Richard Rodean, 1979–1981
- Dr. David Oakley, 1981–1983
- Dr. Lemuel Berry, Jr., 1983–1985
- Dr. Frank Stubbs, 1985–1987
- Dr. Robert C. Fleming, 1987–1989
- Kenneth M. Corbett, 1989–1991
- Stanley G. Finck, 1991–1993
- Melvin N. Miles, Jr., 1993–1995
- Timothy J. Greenwell, Jr., 1995–1997
- Scott E. Stowell, 1997–1999
- Dr. Michael Golemo, 1999–2001
- Dr. Kirk Randazzo, 2001–2003
- Michael K. Osborn, 2003–2005
- Dr. Rod Chesnutt, 2005–2007
- Dr. Malinda M. Matney, 2007–2009
- Derrick A. Mills, 2009–2011
- Adam D. Cantley, 2011–2013
- Christine Beason, 2013–2015
- Jack D. Lee, 2015–present[76]